# Plaça del Duc de Medinaceli
La plaça del Duc de Medinaceli, o simplement de Medinaceli, està situada al Barri Gòtic de Barcelona, ocupant part dels terrenys de l'antic Convent de Sant Francesc del segle xiii, enderrocat el 1837. En el seu conjunt, la plaça està catalogada com a bé amb elements d'interès (categoria C), si bé alguns edificis i el monument a Marquet, tenen la consideració de bé cultural d'interès local.

## Història
L'actual plaça ocupa part de l'històric Convent de Sant Francesc, conegut popularment com «dels Framenors». Era un gran monestir, construït el 1276 i que s'estenia fins a la Rambla, amb una petita esplanada, coneguda com a plaça de Sant Francesc o dels Frares Menors a partir del segle xvi.
El convent va ser desamortitzat el 1836, essent derrocat el 1837. La propietat del solar va ser reivindicada pel XIV duc de Medinaceli, Luis Joaquín Fernández de Córdoba y Benavides, com a hereu dels Montcada, que havien cedit els terrenys per a la construcció del convent. En compensació, el Baró de Meer, capità general de Catalunya, va instar el duc a cedir per a ús públic una part dels terrenys per a eixamplar l'antiga plaça de Sant Francesc. La nova plaça fou urbanitzada entre el 1844 i el 1849 per l'arquitecte Francesc Daniel Molina, que també va projectar el monument central, el qual no es va poder inaugurar fins al 1851.
Entre el 1878 i el 1881 es va enderrocar la Muralla de Mar, quedant la plaça oberta al flamant Passeig de Colom i a través d'ell al Moll de la Fusta.
Durant la Guerra Civil (1936-1939) va portar temporalment el nom de Manuel Azaña, president de la Segona República. Després de la contesa, la dictadura franquista va recuperar la denominació original, catalanitzada amb l'arribada de la democràcia.

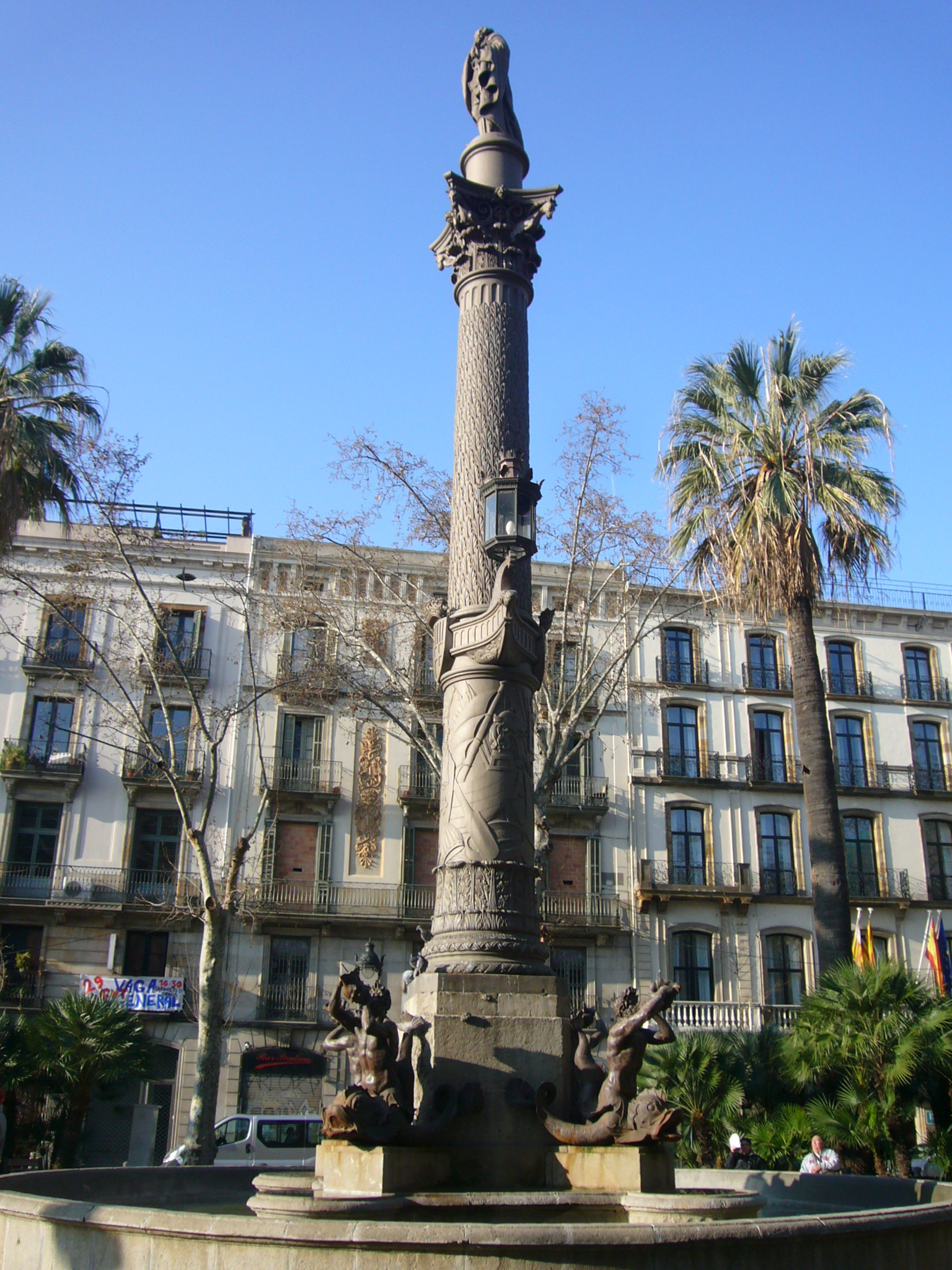
Monument a Galceran Marquet

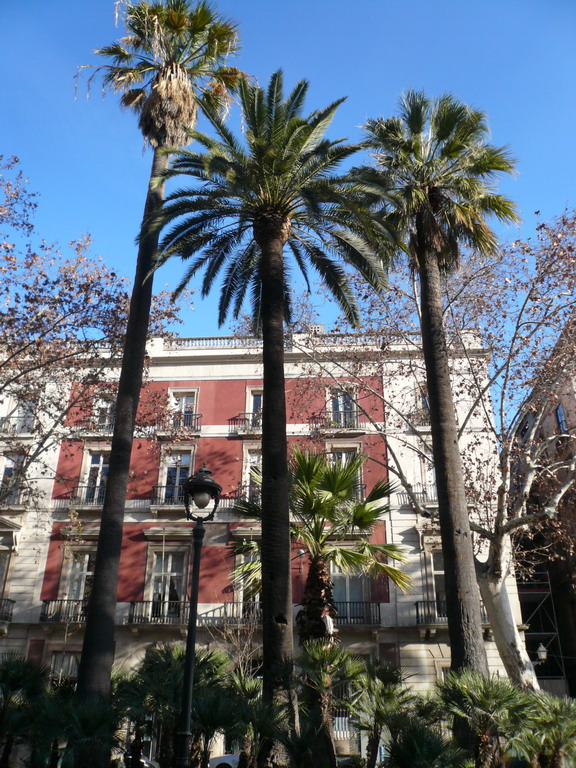
Palmeres de la plaça

## Descripció
Es tracta d'un espai de planta rectangular, situada entre el carrer de Josep Anselm Clavé (anteriorment Dormitori de Sant Francesc) i la seva perllongació, el carrer Ample, i el Passeig de Colom, que antany va ser la Muralla de Mar. També hi desemboquen els carrers de la Mercè i Nou de Sant Francesc. El centre de la plaça és un espai enjardinat, també quadrangular, en el qual predominen les palmeres. Presideix la plaça el monument A Galceran Marquet, columna de ferro colat que s'aixeca sobre un estany circular de pedra.